# Igreja Matriz de Santa Cruz (Madeira)

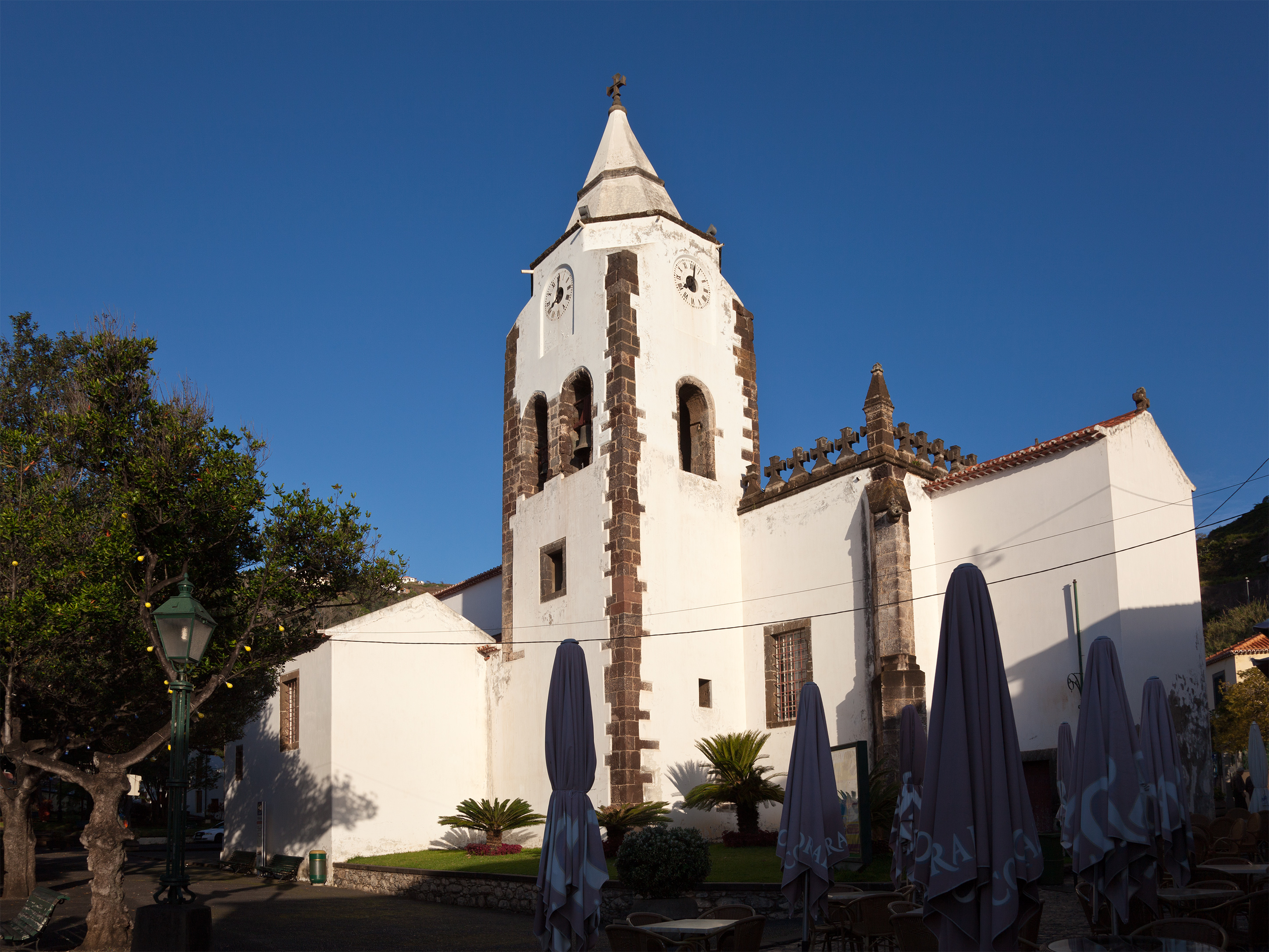
Igreja Matriz de Santa Cruz

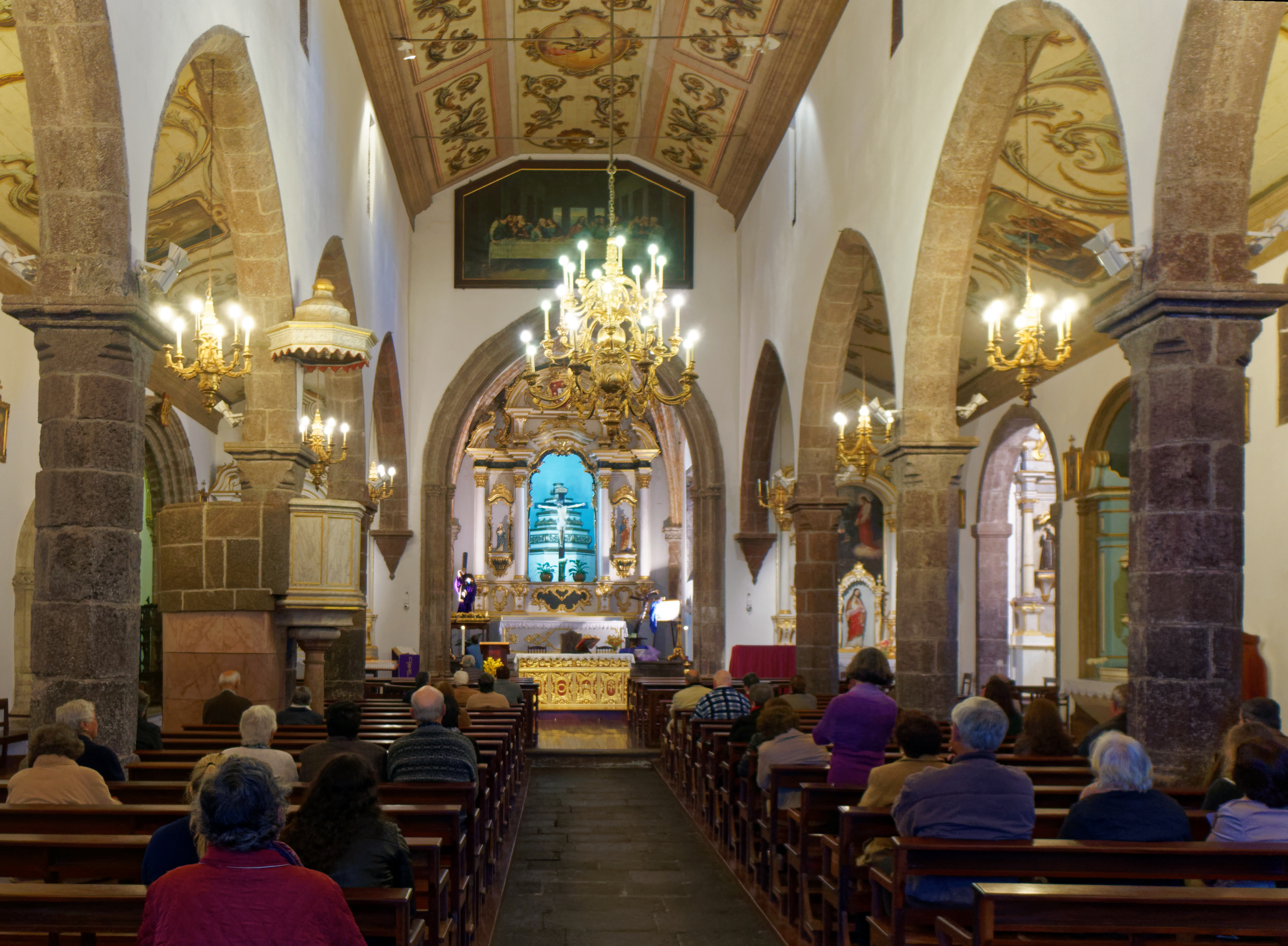

A Igreja Matriz de Santa Cruz ou Igreja de São Salvador é a igreja paroquial de Santa Cruz, na ilha da Madeira, em Portugal.

## História
No ano de 1500 a velha Igreja de Santa Cruz já seria considerada pequena para conseguir receber toda a população da zona, que nos domingos e nas festas acabava por assistir aos atos de culto fora da própria igreja. Desse modo seria mandado então a construção de uma nova igreja matriz, no qual Gomes Vaz iria doar os seus terrenos para que fosse possível a construção dessa mesma igreja.
A nova igreja foi mandada construir pelo rei D. Manuel I, que seria uma cópia da Sé do Funchal, mas com menores dimensões. Lá dentro seriam construídas diversas Capelas, sendo que a Capela-Mor, a pedido de João de Freitas, foi construída à custa do Monarca. O rei D. Manuel enviou também um documento em que explicava que o corpo principal da igreja seria construído pelos próprios moradores de Santa Cruz. O rei também iria ajudar monetariamente a construção desta obra.
A construção da Capela-Mor custou 265 mil réis, mais 55 mil do que o previsto inicialmente, que seria 210 mil réis. Por isso, o rei D. Manuel mandou o Almoxarife de Machico pagar esses 55 mil réis. Para a ajuda da construção do corpo da nova igreja matriz de Santa Cruz, D. Manuel ordenou que a obra recebesse 20 mil réis por anos até que a própria ficasse concluída.
Tendo em conta aos relevantes serviços prestados por João de Freitas durante a construção da nova igreja, o rei D. João III concedeu-lhe a Capela-Mor para a sua sepultura. Esta Capela-Mor tem um estilo gótico, com ornatos manuelinos, revelando-se a Cruz de Cristo, a esfera armilar e o escudo português, contém também 6 tábuas de elevado valor que estão colocadas nas paredes laterais, que representam a Anunciação, o Nascimento de Cristo, a Adoração dos Reis Magos, a Crucificação, a Descida da Cruz e a Ressurreição, que são os passos da vida do Salvador, orago da freguesia. Supõe-se que estes quadros são de um pintor português com influência e inspiração da Renascença italiana.

## Arquitetura
Tal como já foi referido anteriormente, esta Igreja foi erguida em princípios do século XVI, de estilo manuelino / tardo-gótico com planta de 3 naves, construída à semelhança da Sé do Funchal, sendo que provavelmente o arquiteto desta obra terá sido Diogo Boitaca.
A igreja encontra-se orientada com portal axial de arco quebrado de 3 colunelos e 3 arquivoltas, com uma rosácea que terá sido posta nos anos 60 do século XX. Esta fachada terminada em empenha de cornija côncava com esferas é rematada com cunhais em cantaria e apresenta dois pseudo-contrafortes, vazados com arcos quebrados e que já devem datar do século XVIII.
O portal lateral é também ogival, com capitéis vegetalistas, virada ao terreiro do adro, este calcetado num primoroso empedrado miúdo de calhau rolado com desenhos concêntricos. No lado sul tem uma capela de corpo retangular, bem como a torre sineira de coruchéu octangular.
A cabeceira apresenta contrafortes escalonados, terminando em pináculos, com cruzes da ordem de Cristo.
Na parede Norte, surge um portal quebrado que dá acesso à sacristia, geminado de arcos polilobados com óculo no tímpano.
O interior da igreja apresenta 3 naves de cinco tramos, iluminadas por frestas, de arcos quebrados em cantaria regional, com pilares hexagonais de capitéis quadrangulares, sendo os arcos extremos apoiados em mísulas torsas
A porta guarda-vento é encimada pelo coro-alto, que é alcançado por uma bem executada escada em caracol de madeira. O púlpito está assente numa coluna, possuindo baldaquino em madeira e apresentando uma escada em cantaria regional.
No pavimento da nave central aparecem tampas sepulcrais viradas no sentido da Capela-Mor. O teto é de madeira pintado com desenhos florais e cenas alusivas ao orago, da autoria de João Firmino Fernandes. Este teto, tripartido deve ter subsistido um de gramática hispano-árabe, coevo, à semelhança do da Sé do Funchal.
Na nave lateral, do lado do Evangelho, podemos observar o túmulo dos Spínolas, família de ascendência italiana produtora e comerciante de açúcar, mas o verdadeiro fundador foi Micer Baptista, outra família italiana dedicada ao açúcar. Enquadrado por arco pleno gótico e encimado pelas armas desta família, mas já sem leitura, com arca assente sobre os dois leões e a Capela de S. Tiago, hoje do Santíssimo Sacramento, que se rasga em arco pleno, com colunelos de capitéis vegetalistas e rematada pelas armas da família Morais. É coberta por uma abobada de nervuras, com chave mostrando o brasão da família, pois esta era a sua capela funerária.
Na nave lateral, do lado da Epístola, encontra-se o altar de Nossa Senhora da Conceição, em talha azul, branca e dourada, bem como a Capela das Almas, rasgada em arco de volta perfeita, do século XVII. Esta foi mandada edificar pelo Capitão Domingos Escórcio, de ascendência escocesa, para servir de sua capela sepulcral. O arco triunfal é quebrado e é ladeado por retábulos tardo-barrocos.
Na Capela-Mor surge a lápide tumular de João de Freitas, de gosto flamengo, com cercadura em bronze, apresentando nos cantos símbolos tetramórficos dos quatro evangelistas e ao centro, em losango, as armas dos Freitas. É coberta por uma abóbada de arestas, com bocetes vegetalistas e emblemática manuelina, assentado em meias colunas torsas sobre mísulas decoradas com esferas. As nervuras foram, no primeiro quartel decoradas com esferas. As nervuras foram marmoreadas e os espaços entre elas pintados com motivos fitomórficos pelo pintor Cirilo, isto no início do século XX.